# Bob Brooks
Bob Brooks (26 de desembre de 1927 – setembre de 2012) va ser un director de cinema, fotògraf i creatiu publicitari estatunidenc. Va crear nombroses campanyes publicitàries, va dirigir diversos anuncis de televisió al Regne Unit, EUA i Europa, i va dirigir dos llargmetratges. Brooks va ser soci fundador de BFCS, una influent empresa productora de cinema britànic, i un dels fundadors de Disseny i Direcció d'Art (D&AD). Va ser aclamat durant la seva vida, amb nombrosos premis internacionals.

## Primers anys
Després de graduar-se a la Penn State University el 1950, Brooks va arribar a Nova York el 1953 com a expert en eficiència per al govern dels EUA. Aviat es va adonar que aquest no era el treball de la seva vida i va competir i va rebre una beca a la Cooper Union School of Art, que era coneguda per la seva tradició de disseny Bauhaus.
El 1955, Brooks va iniciar les classes nocturnes de Cooper Union i simultàniament va ser contractat per Ogilvy and Mather per treballar al departament d'art com el noi mat. Ha dit que va aprendre tots els principis de la fotografia publicitària, la tipografia i el disseny d'aquesta feina.
El 1957, Brooks es va unir a Benton & Bowles (B&B) com a director d'art en un petit compte de propietari de medicaments. En aquell moment, B&B acabava de llançar la pasta de dents amb fluor Crest, que estava perdent quota de mercat ràpidament. Procter & Gamble, un dels principals clients de B&B, va fer una gran pressió sobre l'agència per salvar el producte. La situació era tan greu que es va demanar a tot el personal creatiu que trobés una nova idea de campanya, i va ser Brooks qui la va trobar.
Anant en contra de les tendències fotogràfiques de l'època, Brooks va contractar el famós il·lustrador Norman Rockwell per dibuixar una sèrie de nens que sostenien un informe dental que deia: "Mira mare, sense càries!" La campanya va tenir èxit i el producte no sols es va recuperar, sinó que va fer créixer la seva quota de mercat. La frase i els anuncis es van convertir en icones de finals de la dècada de 1950, i Brooks va ascendir ràpidament a cap del grup creatiu de l'agència.
A finals de la dècada de 1950, Brooks va decidir que volia viure i treballar a Europa i va ser enviat a l'oficina de Londres de Benton & Bowles com a cap del departament d'art. Després d'un temps, es va unir a Bob Gross, un redactor amb qui Brooks havia treballat a B&B NY. Junts, es van convertir en directors creatius de l'agència de Londres.

## D&AD
El treball més emocionant que va sortir de la publicitat de Londres a principis dels anys 60 va ser produït per la recentment creada agència Collett Dickenson & Pierce amb Colin Millward. Brooks no estava satisfet amb el concurs de premis publicitaris de Londres existent, The Layton Awards, i va considerar que els creatius publicitaris no eren acreditats pel seu treball. Es va posar en contacte amb Millward per veure si podien crear un London Art Directors Club, similar al club de Nova York. Es van unir a ells els directors d'art Malcolm Hart i Bob Geers i van començar a planificar la nova organització. En aquell moment, Brooks va ser contactat per Alan Fletcher, que també estava intentant formar una organització similar amb els dissenyadors gràfics de Londres. Finalment, els dos grups van fusionar els seus esforços i el 1962 es va fundar Design and Art Direction (D&AD) amb 30 membres; va celebrar la seva primera exposició de premis l'any següent. El 1984 Brooks va rebre el D&AD President's Award.

## Fotografia de Bob Brooks
L'any 1964, Brooks va decidir deixar Benton & Bowles i va obrir el seu propi estudi fotogràfic, especialitzat en fotografia i publicitat de menjar. Va comprar una càmera usada de 8 x 10 a Len Fulford i amb l'ajuda de la pel·lícula Polaroid va ensenyar ell mateix a fer fotografies de gran format. Les seves principals influències van ser Irving Penn, Howard Zieff i Norman Rockwell. El seu primer client va ser IBM, que va ser seguida per una llista que incloïa algunes de les millors agències de Londres.
L'obertura de l'estudi de Brooks va coincidir amb la inauguració dels suplements de color del cap de setmana. A més del seu treball publicitari, Brooks va produir treballs per a suplements de color de The Sunday Times, The Observer i The Guardian.

## BFCS
El 1967, va cofundar la companyia de producció cinematogràfica Brooks Baker Fulford amb Len Fulford i Jim Baker. Després de diversos canvis de personal, l'empresa finalment es va anomenar BFCS. Inicialment, Brooks va dirigir els anuncis de productes de sobretaula, però el 1969 Colin Millward li va demanar que dirigís un anunci per a cigarrets Senior Service Extra. Va ser un comercial suau i divertit amb un sentit de la comèdia de Nova York. Brooks va dir més tard: "Va ser un dels anuncis més encantadors que vaig fer i de seguida va guanyar l'or a Venècia". i a partir d'aquell moment, la seva reputació va ser pels anuncis de còmics de narració d'històries. El seu darrer or de la publicitat de Canes va ser el 1990 per Schweppes Tonic Water: Subliminal Advertising amb John Cleese.

## Crèdits de direcció
- 1976 Dos episodis –The Taybor i The Immunity Syndrome– per a la sèrie de televisió britànica Space 1999.
- 1977 The Knowledge per a Thames Television. Una pel·lícula de televisió de gran èxit escrita per Jack Rosenthal a partir d'una idea de Brooks, sobre les proves i les tribulacions d'intentar convertir-se en taxista de Londres. Nigel Hawthorne va encapçalar un repartiment superlatiu i va oferir el que ha demostrat ser una actuació inoblidable com a examinador de Knowledge Boy, el vampir.[7] Nominació al BAFTA a la millor obra de televisió
- 1981 Tattoo per a Joseph Levine Presents publicat per Twentieth Century Fox. Bruce Dern interpreta a un tatuador obsessionat amb una model de moda, Maud Adams a qui finalment segresta i tatua. Segons Roger Ebert, "Tattoo s'obre de manera tan prometedora que les seves escenes crucials són doblement decebedores. Perquè la primera hora de la pel·lícula deixa clar que Tattoo no pretén ser una altra pel·lícula de terror esgarrifosa, la conclusió és d'allò més decebedora."[8] D'altra banda, va ser l’elecció del company d'Ebert, per a un guanyador que va perdre a la taquilla.[9]

## Premis
- Premi al mèrit distintiu del New York Art Directors Club Award 1961
- Festival de cinema publicitari de Canes/Venècia 1970-1990 23è Lleó d'Or
- Premi New York One Show Gold Pencil 1975
- D&AD 1970-1984 6 Premis de Plata
- Premi del President de D&AD 1984
- Directors Guild of America per a l'assoliment de directors/anuncis comercials destacats 1983
- Nominació als BAFTA a la millor obra de televisió 1979